# Enrique Serrano Fatigati

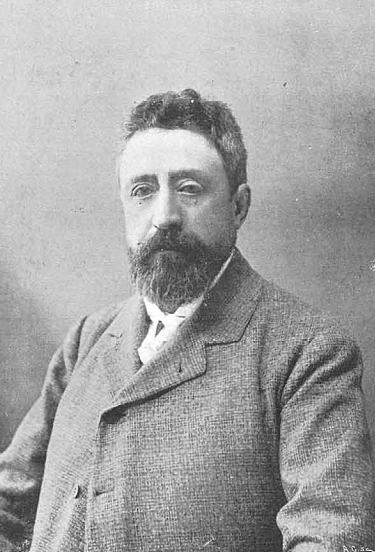
Retrato de Serrano Fatigati, fotografía de Compañy en La Ilustración Española y Americana.

Enrique Serrano Fatigati (Madrid, 30 de noviembre de 1845–Madrid, 5 de marzo de 1918) fue un catedrático de física y química, ingeniero y naturalista español, fundador y presidente de la Sociedad Española de Excursiones.

## Biografía
Enrique Serrano Fatigati nació el 30 de noviembre de 1845, en el número 64 de la carrera de San Bernardo, y fue bautizado en la cercana iglesia de San Ildefonso. Su padre Tomás Andrés Serrano, valenciano de origen, era caballero de la Real Orden de Carlos III, de servicio en el Palacio Real como “gentilhombre de casa y boca”; su madre, era portuguesa y nacida en Oporto, aunque de origen napolitano.
Terminó el bachiller en el Instituto del Noviciado (luego Cardenal Cisneros) en 1867, institución en la que, dieciséis años después, él mismo sería catedrático de Física. Ese mismo año se matriculó en la sección de Física de la Facultad de Ciencias de la Universidad Central, coincidiendo con el nombramiento por oposición de Francisco Giner de los Ríos como catedrático de Filosofía del Derecho y Derecho Internacional en la Universidad Central.
También llegaría a ser catedrático Enrique Serrano, sucesivamente en Cuenca, La Coruña y Ciudad Real, además de ingeniero de los ferrocarriles de la línea Madrid-Badajoz. Más tarde se trasladó a Madrid, al Instituto Cardenal Cisneros, donde colaboró en numerosas revistas. Fundador y presidente de la Sociedad Española de Excursiones, estuvo relacionado con la Institución Libre de Enseñanza y fue académico de número (desde 1901) y secretario general (desde 1904 hasta 1918) de la Real Academia de Bellas Artes de San Fernando. Intentó desarrollar unas ciencias naturales unificadas, en las que convergerían materias como la astronomía, la termodinámica y la biología. Intervino en la introducción del darwinismo en España, defendiendo posturas evolucionistas. Falleció en 1918. Fue padre de Alfredo Serrano Jover.
Colaboró en publicaciones periódicas como Revista Europea, Revista de España, Revista Contemporánea, Revue de l'Art Chrétien, La Ilustración Española y Americana, Revista de la Universidad de Madrid, El Día, La Ciudad de Dios, Boletín de la Sociedad Española de Excursiones o La Saeta, además de dirigir Gaceta de Turistas (1902).
Fue autor de El progreso de la materia, La evolución en la naturaleza, Nociones de meteorología, Estudios sobre la célula y el glóbulo sanguíneo, El rayo de luz, Los alientos adulterados y definiciones, Elementos de química, Investigaciones para la fundación de la microfísica, Reacciones químicas en el campo del microscopio. Entre sus publicaciones se encuentran también obras como Monumentos medioevales españoles, Sentimientos de la naturaleza en los relieves medioevales españoles, Animales y monstruos de piedra, Prejuicios populares, Apólogos y trabajo humano en códices y esculturas, Miniaturas de códices españoles, Excursiones arqueológicas por las tierras segovianas, Escultura románica en España, Panteones reales o Sepulcros españoles medioevales.
Murió en Madrid el 5 de marzo de 1918, a los 72 años de edad. Al día siguiente, su cortejo, presidido por el presidente de la Academia de Bellas Artes, el conde de Romanones, el director del Instituto del Cardenal Cisneros, Francisco Commelerán; su hijo Alfredo Serrano Jover y su cuñado el marqués de Cerralbo, acompañó su féretro hasta el cementerio de San Justo.